# Spitalgasse 1 (Coburg)

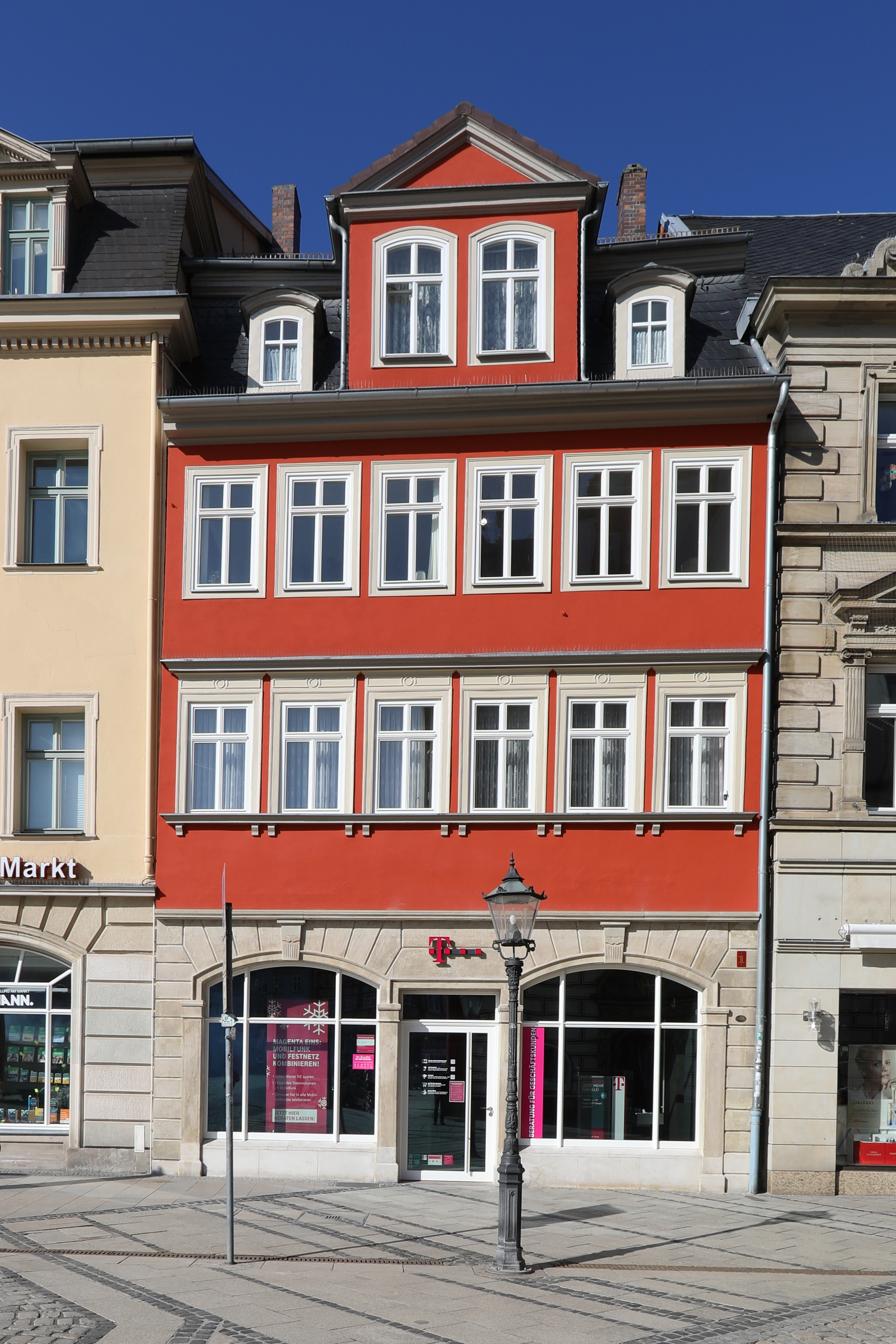
Spitalgasse 1, Coburg

Das Wohn- und Geschäftshaus  Spitalgasse 1 steht in der Spitalgasse der oberfränkischen Stadt Coburg. Das denkmalgeschützte, dreigeschossige Traufseithaus entstand um 1800.

## Geschichte
Ein Haus wurde 1431 erstmals erwähnt. Der Häuserforscher Ernst Cyriaci beschreibt in seinem Hausbuch das Gebäude von 1700 als sehr alt, mit drei Stockwerken, vier Stuben, einem Laden und einem Keller. Das heutige dreigeschossige Wohn- und Geschäftshaus entstand um 1800, über einem älteren Kern.
Im Jahr 1856 ließ der Kürschnermeister Johann David Albrecht das runde Dach des Zwerchhauses durch ein Giebeldach ersetzen. Im Jahr 1876 veranlasste der Blechschmiedemeister Eduard Baum den Umbau für einen zweiten Laden und einen Hofanbau. Dabei wurde in der Erdgeschossfassade unter anderem eine mittige gemeinsame Eingangstür eingebaut. Die Verlegung des Treppenhauses von Hausmitte nach hinten und die Verlängerung des Hofanbaus erfolgte 1881. Der Kaufmann Heinrich Müller beauftragte im Jahr 1900 die Vergrößerung der rechten Ladenfläche. Beim Umbau 2020 wurden die beiden Läden zusammengefasst.

## Architektur
Das dreigeschossige, traufständige Gebäude steht zu Beginn der Spitalgasse am Markt. Es besteht in der Straßenfront aus einem massiven Erdgeschoss und verputztem Fachwerk in den Obergeschossen. Die Erdgeschossfassade hat zwei stichbogige Schaufenster und eine durch profilierte Stützen eingefasste mittige Eingangstür.
Im ersten Obergeschoss sind sechs schlichte, rechteckige Fenster auf einer hohen Brüstung mit gemeinsamer Bank und Sturz angeordnet. Die Fensterrahmung des ersten Obergeschosses stammt aus dem mittleren 19. Jahrhundert. Im zweiten Obergeschoss enden die Fenster knapp unter der Traufschwelle eines Mansarddaches, das ein zweiachsiges Zwerchhaus mit einem flachen Giebeldach und stichbogigen Fenstern, flankiert von stichbogigen Gauben besitzt.